# Раул Руидијаз
Раул Марио Руидијаз Миситић (шп. Raúl Mario Ruidíaz Misitich; Лима, 25. јул 1990) је перуански фудбалер који тренутно наступа за Сијетл саундерс. Игра на позицији нападача.
Руидијаз је са мајчине стране (Миситић) пореклом из Хрватске. Презиме Миситић се највероватније временом извело из презимена Мишетић, које је пореклом из Љубушког у Херцеговини.

## Успеси
Университарио депортес
- Прва лига Перуа  (2) : 2009,[8] 2013.[9]

 Универсидад Чиле
- Прва лига Чилеа  (1) : 2012. Апертура[10]

Сијетл саундерс
- МЛС лига (1) : 2019,[11] (финале: 2020)[12]
- Конкакаф Куп шампиона  (1) : 2022.[13]

 Перу
- Копа Америка:  2019,[14]  2011.[15]
- Кирин куп  (1) :  2011.[16]

Појединачни
- Најбољи стрелац Прве лиге Перуа: 2013.[17]
- Најбољи фудбалер Прве лиге Перуа: 2013.[18]
- Идеални тим Прве лиге Перуа: 2013,[19] 2014. Апертура[20]
- Најбољи стрелац Прве лиге Мексика: 2016. Апертура,[21] 2017. Клаусура[22]
- Идеални тим Прве лиге Мексика: 2016. Апертура,[23] 2017. Клаусура[24]
- Играч сезоне ФК Морелија: 2017.[25]
- Најбољи фудбалер Прве лиге Мексика: 2017.[26]
- Најбољи нападач Прве лиге Мексика: 2017.[26]
- Идеални тим МЛС лиге: 2018,[27] 2020,[28] 2021.[29]
- Златна копачка ФК Сијетл саундерса: 2018,[30] 2019,[31] 2020,[32] 2021.[33]
- Најбољи перуански фудбалер у иностранству према Libero: 2019.[34]
- Најбољи спортиста Сијетла: 2019.[35]
- Најбољи фудбалер МЛС лиге према El Pais (Уругвај): 2020.[36]
- Играч утакмице финала Конкакаф Купа шампиона 2022.[37]
- Идеални тим Конкакаф Купа шампиона: 2022.[38]
- Најбољи стрелац у историји ФК Сијетл саундерса[39]